# Фарішонки
Фарішо́нки (рос. Фаришонки) — присілок у складі Слободського району Кіровської області, Росія. Входить до складу Шестаковського сільського поселення.
Населення становить 122 особи (2010, 116 у 2002).
Національний склад станом на 2002 рік — росіяни 95 %.